# Edith Sack
Edith Sack (* 15. Oktober 1960 in Tadten, geb. Petz) ist eine österreichische Politikerin (SPÖ). Sack war von 2000 bis Februar 2020 Abgeordnete zum Burgenländischen Landtag.

## Leben
Sack wurde als Tochter des Maurers Robert Petz aus Tadten geboren. Sie besuchte die Volksschule in Tadten und die Hauptschule in Andau, bevor sie an die Handelsschule in Frauenkirchen wechselte. Sack arbeitete ab 1977 als Chefsekretärin und danach als kaufmännische Angestellte. Später war sie Filialleiterin in einem Modegeschäft in Frauenkirchen.
Sack ist seit 1998 Gemeinderätin in Tadten und seit 1991 Orts-Obfrau der SPÖ-Frauenorganisation. Sie wurde 1995 zur Bezirksobfrau-Stellvertreterin der SPÖ-Neusiedl am See gewählt und war ab dem 28. Dezember 2000 Abgeordnete zum Burgenländischen Landtag. Sack ist Bereichssprecherin für Familie und Frauen. Nach der Landtagswahl 2020 schied sie aus dem Landtag aus.

## Auszeichnungen
- 2020: Großes Ehrenzeichen des Landes Burgenland in Gold[2]